# Russes de Chine
 (décembre 2020).
Le contenu est difficilement compréhensible vu les erreurs de traduction, qui sont peut-être dues à l'utilisation d'un logiciel de traduction automatique.
 (décembre 2020).
La mise en forme du texte ne suit pas les recommandations de Wikipédia : il faut le « wikifier ».
Les points d'amélioration suivants sont les cas les plus fréquents. Le détail des points à revoir est peut-être précisé sur la page de discussion.
- Les titres sont pré-formatés par le logiciel. Ils ne sont ni en capitales, ni en gras.
- Le texte ne doit pas être écrit en capitales (les noms de famille non plus), ni en gras, ni en italique, ni en « petit »…
- Le gras n'est utilisé que pour surligner le titre de l'article dans l'introduction, une seule fois.
- L'italique est rarement utilisé : mots en langue étrangère, titres d'œuvres, noms de bateaux, etc.
- Les citations ne sont pas en italique mais en corps de texte normal. Elles sont entourées par des guillemets français : « et ».
- Les listes à puces sont à éviter, des paragraphes rédigés étant largement préférés. Les tableaux sont à réserver à la présentation de données structurées (résultats, etc.).
- Les appels de note de bas de page (petits chiffres en exposant, introduits par l'outil «  Source ») sont à placer entre la fin de phrase et le point final[comme ça].
- Les liens internes (vers d'autres articles de Wikipédia) sont à choisir avec parcimonie. Créez des liens vers des articles approfondissant le sujet. Les termes génériques sans rapport avec le sujet sont à éviter, ainsi que les répétitions de liens vers un même terme.
- Les liens externes sont à placer uniquement dans une section « Liens externes », à la fin de l'article. Ces liens sont à choisir avec parcimonie suivant les règles définies. Si un lien sert de source à l'article, son insertion dans le texte est à faire par les notes de bas de page.
- La présentation des références doit suivre les conventions bibliographiques. Il est recommandé d'utiliser les modèles {{Ouvrage}}, {{Chapitre}}, {{Article}}, {{Lien web}} et/ou {{Bibliographie}}. Le mode d'édition visuel peut mettre en forme automatiquement les références.
- Insérer une infobox (cadre d'informations à droite) n'est pas obligatoire pour parachever la mise en page.

Pour une aide détaillée, merci de consulter Aide:Wikification.
Si vous pensez que ces points ont été résolus, vous pouvez retirer ce bandeau et améliorer la mise en forme d'un autre article.
Les Russes ethniques (en russe Русские, Rousskié ; chinois simplifié : 俄罗斯族 ; chinois traditionnel : 俄羅斯族 ; pinyin : Éluósīzú) ou les Chinois russes forment un des 56 groupes ethniques officiellement reconnus en Chine.
Ils sont généralement les descendants de Russes installés en Chine depuis le XVIIe siècle. Les Russes ethniques en Chine sont des citoyens chinois. Beaucoup d'entre eux sont des descendants de cosaques. Il y a actuellement plus de 15 000 Russes de souche en Chine qui ont vécu toute leur vie en tant que citoyens chinois.

## Histoire

### Russes à Harbin

#### La construction du chemin de fer dans le nord-est de la Chine
De 1898 à 1917, des dizaines de milliers de travailleurs russes arrivèrent en Chine pour travailler dans le milieu de la construction et plus précisément à la construction du chemin de fer de la compagnie du chemin de fer de l’Est chinois en Mandchourie. Les travailleurs russes s’amalgamèrent et créèrent de toutes pièces la ville de Harbin. Bien que la ville de Harbin fût déjà chinoise à l’époque, elle arborait des caractéristiques typiquement russes. Son architecture était très similaire à celle de Saint-Pétersbourg et la langue de la majorité y était le russe.

#### La guerre russo-japonaise
De 1904 à 1905, la Russie tsariste cherchait à avoir un port maritime pacifique se situant en eau chaude et dut déclarer la guerre aux Japonais pour arriver à leur fin. Durant cette guerre, l’armée russe installa une base militaire dans la ville de Harbin et y stationna 100 000 soldats. À la fin de la guerre, la majeure partie de ces militaires retournèrent en Russie mais un nombre non négligeable décida de rester et d’y prendre pays.

#### Réfugiés de la révolution et du communisme russe
Jusqu’à 1917, Harbin ne comptait que des gens de la classe ouvrière et militaire. Ce manque de diversité civile retenait Harbin au grade de ville satellite de production. Cette situation changea grandement entre 1917 et 1930 avec l’arrivée en masse de Russes qui fuyaient la Russie communiste. Cette fuite emmenant en Chine des milliers de Russes, notamment des gens issus de l’art, des sciences, de l’intellectualisme et même de la royauté. Ces gens apportèrent avec eux un bagage culturel immense qui fut à l’avantage de la communauté Russe de Chine. Harbin comptait plus de 120 000 Russes en 1922.

#### Occupation de la Mandchourie par l'armée japonaise
De 1932 jusqu’à la fin de la deuxième guerre mondiale, l’occupation du nord-est de la Chine par l’armée impériale japonaise poussa une majeure partie des Russes de Harbin à retourner en URSS ou à s’établir dans les sud de la Chine. D’après Clausen & Thøgersen 1995, En 1930, Harbin comptait moins de 30 000 Russes.

#### Chine communiste
Au début de la Chine communiste, plusieurs milliers de Russes retournèrent en URSS ou bien émigrèrent outre-mer, notamment en Australie. Peu de temps après le début de la Chine communiste, seulement un peu plus de 500 Russes vivaient encore à Harbin.

### Les Russes au Xinjiang

#### Migrations russes
Au XVIIe siècle, l'Empire russe a lancé plusieurs actions militaires contre l'Empire Qing. En 1644, un groupe de l'armée russe fut vaincu par l'armée Qing, une partie des captifs a été incorporée dans les Huit Bannières. Pendant la bataille de Yagsi, près de 100 Russes se sont rendus aux autorités Qing ; l'empereur Kangxi les a autorisés à rejoindre la bannière jaune bordée. Leurs descendants existent toujours à ce jour et sont connus sous le nom d'Albaziniens. De 1860 à 1884, de nombreux Russes ont immigré à Hulunbuir dans le but de prospecter l'or et de faire fortune, et, en 1900, les troupes russes sont entrées en Chine et ont détruit plusieurs sentinelles. En 1907, il y avait déjà 1 000 ménages de colons russes dans la bannière droite d'Ergun.
Les premiers immigrants russes arrivés au Xinjiang étaient les Jirjaks (кержаки en russe, vieux croyants), persécutés sous le règne de Pierre le Grand pour avoir refusé de se convertir à l'Église orthodoxe russe. Ils ont envoyé quatre hérauts pour négocier avec le chef kazakh Kala Usman, et ils ont été autorisés à s'installer à Burqin. Après plusieurs années, ils ont également été les pionniers de certaines colonies dont : Kanas, Chuguchak et Ili. En 1861, 160 Jirjaks sont entrés dans la région de Lob Nor pour s'y installer.
Presque tous les Jirjak étaient des chrétiens pieux ; ils communiquaient rarement avec d'autres groupes. Selon le recensement de 1943, il y avait 1 200 Jirjaks à Bulqin et Kaba. Beaucoup ont déménagé en Australie après la création de la République populaire de Chine .
En 1851, le Traité de Goulja a été établi et de nombreux marchands russes ont envahi le Xinjiang. Les marchands russes ont tué environ 200 mineurs à Chuguchak, ce qui a mis en colère la population locale, qui a incendié le cercle commercial russe sous la direction de deux hommes Hui, Xu Tianrao et An Yuxian. En conséquence, les Russes ont forcé le gouvernement Qing à payer de lourdes réparations de guerre. En 1871, l'Empire russe a conquis la région d'Ili et de nombreux marchands russes y ont émigré.
Un tollé anti-russe a éclaté lorsque des douaniers russes, trois cosaques et un messager russe ont invité des prostituées musulmanes (ouïghoures) locales à une fête en janvier 1902 à Kachgar. Cela a provoqué une protestation massive de la part de la population musulmane ouïghoure locale en colère contre les Russes sous prétexte de devoir protéger les femmes musulmanes. C'est depuis que le sentiment anti-russe s'était développé chez les Ouïghours. Même si le conservatisme religieux n'était pas stricte à Kachgar, les musulmans locaux ont violemment persécuté les Russes. Les Chinois ont cherché à mettre fin aux tensions afin  d'éviter de donner aux Russes un prétexte d'envahir,,.
Après l'émeute, les Russes ont envoyé des troupes à Sarikol à Tashkurghan et ont exigé que les services postaux de Sarikol soient placés sous contrôle russe, les habitants de Sarikol pensant que les Russes s'empareraient de tout le district chinois et enverraient plus de soldats même après que les Russes aient essayé de négocier avec les Begs de Sarikol pour les faire basculer de leur côté, ils ont échoué puisque les autorités de Sarikol ont exigé dans une pétition  envoyé à l'Amban de Yarkand qu'ils soient évacués vers Yarkand pour éviter d'être harcelés par les Russes. Ils se sont opposés à la présence russe à Sarikol, les Sarikolis ne croyant pas à la prétention des Russes selon laquelle ils les laisseraient tranquilles et ne s'engageraient que dans le service postal,.
Lorsque l'armée blanche fut vaincue dans la guerre contre les bolcheviks, de nombreux cosaques et autres réfugiés fuirent vers le Xinjiang sous la direction du général Ivanov. Certains d'entre eux se sont révoltés à Ili et Chuguchak, mais ont finalement été éliminés par le chef de guerre chinois Yang Zengxin. Une partie d'entre eux rejoignirent les soldats de Guihua recrutés par le gouvernement du Xinjiang.
De 1931 à 1938, le gouvernement soviétique a forcé de nombreux Chinois et leurs parents russes à s'installer en Chine. Plus de 20 000 Russes sont entrés en Chine par les points de passage du Xinjiang. Après 1941, de nombreux réfugiés ont fui vers le Xinjiang.

#### Les Russes du Xinjiang sous le règne de Yang Zengxin, Jin Shuren et Sheng Shicai
Sous le règne de Yang Zengxin, les Russes du Xinjiang étaient principalement divisés en 3 parties: certains des réfugiés avaient pris la nationalité chinoise, ils étaient appelés «Guihua» ( Chinois , allumé. «Personnes naturalisées»), et ont dû remplir des candidatures et rédiger des documents. Yang ordonna aux fonctionnaires de diverses régions de leur distribuer des terres et leur a donné des animaux de ferme et des semences. Certains avaient plutôt pris la nationalité soviétique. D'autres ont refusé de prendre l'une ou l'autre nationalité.
En 1928, lorsque Jin Shuren arriva au pouvoir, il renforça la supervision et la fiscalité des Russes. La liberté de circulation et de commerce fût ainsi restreinte. Selon les rapports de la Gazette du Xinjiang, de 1930 à 1931, 207 Russes furent contrôlé par la procédure Guihua à Ürümqi et 288 à Chuguchak.
En 1933, Jin abdiqua. En 1935, le 2e Congrès du Peuple eu lieu et le peuple Guihua fût officiellement reconnu comme un groupe minoritaire du Xinjiang.
Outre les dommages causés par les précédents explorateurs européens, les bandits du mouvement blanc échappant à la guerre civile russe étaient responsables du vandalisme d'une grande partie de l'art bouddhiste dans les grottes de Mogao . Ils avaient causé des problèmes au Xinjiang, mais ont été vaincus lorsqu'ils ont tenté d'attaquer Qitai. Le gouverneur du Xinjiang, Yang Zengxin, organisa leur transport vers Dunhuang aux grottes de Mogao, après s'être entretenu en la matière avec le gouverneur Lu Hongtao de Gansu. Les bandits avaient écrit des blasphèmes sur des statues bouddhistes, détruit et endommagé des peintures, arraché les yeux et amputer les membres des statues, en plus de commettre un incendie criminel. Ces dégâts sont encore visibles à ce jour.
En 1931, la rébellion de Kumul éclata au Xinjiang et l'armée de la province fut vaincue par les troupes de Ma Zhongying . Alors Jin Shuren ordonna à Zhang Peiyuan de former l'armée de Guihua. Les Russes enrôlés ont été organisés comme la 1re cavalerie Guihua sous le commandant du régiment Mogutnov. Plus tard, la cavalerie fut agrandie et divisé en deux groupes, avec Antonov et Bapingut comme commandants. Zhang Peiyuan commandait l'armée de Guihua et l'armée de la province finalement vaincu l'armée de Ma, réoccupa Zhenxi et leva le siège de Hami . En 1932, les paysans de Turpan se sont rebellés sous la direction de Makhsut, mais ont été battus par l'armée Guihua. Vers le réveillon du Nouvel An chinois de 1933, la capitale Ürümqi a été assiégée par les unités de Ma Shimin pendant la bataille d'Urumqi (1933), Jin Shuren forma la 2e cavalerie de Guihua et les repoussa.
Les soldats de Guihua étaient mécontents des dépenses militaires de Jin. Plusieurs dissidents de Jin essayèrent de persuader Pappengut et Antonov de lancer un coup d'État, et ils ont occupé le commandement de la défense de la ville dans l'après-midi du 12 avril. Plus tard, Jin Shuren fuia vers la périphérie. La même nuit, les dissidents établirent le Comité de soutien intérimaire et envoyèrent des agents de liaison pour contacter Sheng Shicai . Plus tard dans la nuit, les troupes de Jin ripostèrent, mais ont finalement été vaincues, et Jin dû revenir pour abandonner son poste, plus de 70 Russes sont morts dans cette bataille.
Lorsque Ma Zhongying apprit que le coup d'État avait eu lieu au Xinjiang, il a rapidement conduit l'armée vers l'ouest et a envoyé son général Ma Heying à Altay. En mai 1933, les paysans russes et kazakhs de Bulqin se sont armés pour combattre l'armée de Ma, mais ont été contraints de céder du terrain. Sheng ordonna au colonel Helovsky de Guihua de les renforcer et a vaincu Ma Heying après deux jours. En juin 1933, Sheng Shicai et Ma Zhongying livrèrent une bataille décisive à Ziniquan, Ma fut vaincue et forcée de fuir vers Turpan .
Zhang Peiyuan a ensuite fait défection et s'est joint à Ma Zhongying. Ensemble, ils ont presque vaincu Sheng Shicai à la bataille d'Urumqi (1933-1934) . Lors de l' invasion soviétique du Xinjiang, cependant, les Soviétiques sont intervenus aux côtés du gouvernement provincial et des Russes blancs de Guihua, et Ma Zhongying a fini par contrôler le sud du Xinjiang tandis que le gouvernement provincial contrôlait le nord.
On a dit à Georg Vasel, un agent nazi allemand, Dois-je lui dire que je suis russe? Vous savez combien les Tungans détestent les Russes. par son chauffeur, un Russe blanc lors de sa rencontre avec Tungan (Hui) Ma Zhongying .
Dans les années 1930, pendant la rébellion de Kumul, le voyageur Ahmad Kamal fut demandé par des hommes ouïghours si les voiles portés par les femmes du Xinjiang étaient également portés par les femmes en Amérique (Amerikaluk). L'étiquette de "putes" (Jilops) a été utilisée pour les femmes russes (Russ) et américaines (Amerikaluk) par les hommes ouïghours de par le fait qu'elles ne portaient pas de voile en public, décrit Ahmad Kamal  Les porcs chinois et les infidèles russes était un dicton des musulmans turcs (Ouïghours) du Xinjiang. La haine anti-russe extériorisé par les Tungans (musulmans Hui) à l'aventurier Ahmad Kamal au Xinjiang. Ahmad Kamal vu des Russes dans le bazar d'Aksu. il a vu des soldats russes et des filles russes dans le bazar d'Urumchi.
Au cours de l'été 1934, lorsque la guerre prit fin pro tempore, Sheng rétracta le quartier général de Guihua et choisit environ 500 Russes pour former la 6e cavalerie dans le but de cantonner Ürümqi. En 1937, la cavalerie Guihua et l' Armée rouge eurent finalement vaincu les troupes de Ma Hushan pendant la rébellion islamique au Xinjiang (1937) . Plus tard, l'Armée Guihua a été dissous, tous les soldats de Guihua sont devenus des gens ordinaires. Les Russes blancs se sont de nouveau rangés du côté des Soviétiques lors de la rébellion d'Ili en 1944.
Pendant la rébellion d'Ili, des télégrammes américains ont rapporté que la police secrète soviétique avait menacé d'assassiner les dirigeants musulmans d'Ining et de faire pression sur eux pour qu'ils fuient vers «l'intérieur de la Chine» via Tihwa (Ürümqi), les Russes blancs avaient peur des foules musulmanes ouïghoures scandant, «Nous nous sommes libérés des hommes jaunes, maintenant nous devons détruire les blancs.

#### Après la Seconde Guerre mondiale
Dans les derniers jours de la Seconde Guerre mondiale, l' URSS est entrée en guerre contre le Japon et a envahi l'ouest de la Chine. Ce faisant, les forces soviétiques ont rencontré, à leur grande surprise, des villages de vieux croyants russes . Beaucoup vieux croyant furent ramenés en Russie et emprisonnés. Ceux qui sont restés ont trouvé leur mode de vie radicalement changé et ont cherché des moyens de quitter la Chine. La Croix-Rouge et le Conseil œcuménique des Églises apprirent le sort des vieux croyants et sont venus à leur aide, les aidant à se rassembler à Hong Kong et à se préparer à leur émigration finale. Ceux de Mandchourie et certains de Sinkiang sont allés au Brésil . D'autres du Sinkiang sont allés en Argentine et quelques-uns en Australie . Les pays d'accueil leur ont offert une assistance aux réfugiés, notamment des terres, des équipements, des matériaux de construction et de la nourriture.
Un groupe à bord d'un navire s'est arrêté pendant quelques jours à Los Angeles, Californie, qui depuis 1905 était le centre d'une grande communauté de chrétiens spirituels de Russie. Les Pryguny qui ont récemment immigré via l'Iran se sont précipités vers le port et ont proposé d'accueillir les vieux croyants dans leurs maisons et leurs salles de prière. Au cours de cette rencontre, des adresses ont été échangées. Plus tard, une fois installés en Amérique du Sud, les anciens ont utilisé ces adresses pour contacter des sponsors potentiels, et sont finalement venus à Los Angeles, avec la recommandation d'aller au nord de l' Oregon . Les Pryguny de l'Oregon ont accepté de les conseiller dans leur intégration. Plus tard, les vieux croyants du Sinkiang en Amérique du Sud ont également rejoint la communauté grandissante des vieux croyants en Oregon. Par conséquent, un certain nombre de vieux croyants russes vivent maintenant à Willamette Valley, dans l'Oregon,.

### Russes à l'Argun
Le Tryokhrechye ( Russe‚ compté de Trois-rivière, Chinois : 三河, Sānhé ‚ id.') Désigne une région d'ancienne colonie russe dans le nord-est de la Mongolie intérieure, dans l'actuelle ville-préfecture de Hulunbuir, à la frontière avec la Russie, d'une superficie d'environ 11 500 km2. Il tire son nom des trois rivières Gan, Derbul et Khaul qui descendent des montagnes Khingan fortement boisées à l'est et rejoignent la rivière frontalière Argun à l'ouest. Au nord, il y a des forêts denses de taïga, au sud - la steppe autour de Hailar . Alors que la région est naturellement séparée de la Mandchourie par le Khingan, elle est assez ouverte sur le territoire russe à travers l'Argun car la rivière gèle en hiver et présente de nombreux gués et îles même en été.
Alors que les sols de la rive gauche (russe) de l'Argun sont pauvres, ceux de la Trekhrechye sont fertiles, permettant une agriculture. Les forêts de l'Est fournissaient du bois et du gibier, la steppe au sud offrait de vastes pâturages.
La rivière Argun servait de frontière sino-russe depuis le traité de Nertchinsk de 1689 mais n'était guère surveillée de manière significative. Alors que les Russes érigeaient des postes cosaques ( ostrogi ) dans la région du Transbaïkal, la dynastie Qing ne s'intéressa pas au développement de leur côté de la frontière.
Après la révolte décembriste de 1825, des prisonniers politiques ont été envoyés dans la région de Nertchinsk. Certains d'entre eux se seraient échappés de Katorga ( travaux pénaux ) de l'autre côté de la rivière et auraient épousé des femmes autochtones. Depuis les années 1870, les cosaques ont commencé à faire paître leur bétail du côté chinois, d'abord le long de la rivière Khaul qui est la plus proche de la Russie, à seulement une journée de route des colonies russes. Ils ont érigé de simples abris pour la fenaison en été et en automne et pour la chasse en hiver. Déjà avant 1900, certains de ces élevages avaient commencé à fusionner en villages, comme Manerka (en russe : Манерка) au bas Khaul.
Ces colons étaient tolérés par les fonctionnaires chinois, généralement eux-mêmes issus de groupes nomades (par ex. Mongols, Solons). Les Chinois Han, qui auraient préféré l'agriculture comme les Russes, n'ont d'abord pas été autorisés à s'installer ici. Vers 1900, il n'y avait que quelques commerçants chinois dans la région, vendant de l'alcool et du tabac. Ce commerce est devenu beaucoup plus rentable après l'introduction des contrôles douaniers en 1900 et surtout avec la fin de la zone de libre-échange de 50 verst le long de la frontière.
Les autorités Qing ont tenté en vain d'encourager les fermiers Han à s'y installer, mais à partir de 1905, ils ont remplacé les fonctionnaires autochtones par des hommes Han, au grand dam des Mongols. Après la tourmente révolutionnaire de 1911, la Chine a eu du mal à reprendre le contrôle de la région de Hulunbuir, qui a été partiellement reprise en 1915, entièrement seulement en 1920.

#### La guerre civile russe et ses conséquences
La guerre civile russe et ses conséquences ont changé la composition de la communauté russe de Trekhrechye. On peut distinguer quatre vagues d'immigrants : (1) les cosaques qui avaient habité du côté russe de l'Argun et maintenant installés du côté chinois ; (2) d'autres réfugiés de la guerre civile du reste de la Transbaïkalie, dont beaucoup espèraient revenir bientôt ; (3) la plus grande vague: les réfugiés de la collectivisation soviétique, à partir de 1929 (russe: Тридцатники tridtsatniki, "1930-ers") ; (4) des employés licenciés de la Compagnie des chemins de fer de Chine orientale, qui était dirigée en grande partie par des Russes jusqu'à cette époque. En conséquence, les Russes de souche représentaient plus de 80 % de la population de cette région à la fin des années 1930 et au début des années 1940.
Les colons cosaques ont organisé leur propre administration, composée d'anciens du village, avec un ancien chef dans le village de Suchye (en russe : Сучье), où se trouvait également un chef de district chinois. Les autorités chinoises ont tenté d'assimiler les émigrants dans les années 1920 en introduisant des passeports, en augmentant les impôts, en interdisant les fêtes orthodoxes. Lorsque l'archevêque de Harbin a visité Dragotsenka en 1926, il a été arrêté.
| An   | Population totale | Densité par km2 | les Russes                                                | Chinois Han | autres    |
| ---- | ----------------- | --------------- | --------------------------------------------------------- | ----------- | --------- |
| 1928 | 2 330             | 0,2             | 2 130                                                     | 200         |           |
| 1933 | -                 | -               | 5 519                                                     | -           | -         |
| 1945 | ca. 13 100        | 0,9             | ca. 11 000                                                | ca. 1 100   | ca. 1 000 |
| 1955 | -                 | -               | ca. 3 000                                                 | -           | -         |
| 1972 | -                 | -               | 23                                                        | -           | -         |
| 1990 | ca. 50 000        | 4,3             | «Russes ethniques»: 1 748; "Mixte" ( polukrovtsy ): 3 468 | -           | -         |

1. ↑  The numbers have been compiled by Sören Urbansky (Der Kosake als Lehrer oder Exot? Fragen an einen Mandschukuo-Dokumentarfilm über die bäuerliche russische Diaspora am Grenzfluss Argun', 2014) and stem from different sources. For 1928: V. A. Kormazov: Èkonomičeskij očerk. Harbin 1928, pp. 50 f. For 1933: V. A. Anučin: Geografičeskie očerki Man'čžurii. Moskau 1948. Anučin claims to rely on research by Kormazov. For 1945: Julija Argudjaeva: Russkoe naselenie v Trechreč'e. In: Rossija i ATR (2004), vol. 4, p. 126. For 1955 and 1972: V. N. Žernakov: Trechreč'e. Oakland (Ca.) no year, p. 4. From the private archive of Olga Bakich, Toronto. For 1990: E'erguna you qi zhi [Chronicle of the Right Argun banner]. Haila'er 1993, pp. 106 and 127. These very high numbers published by Chinese authorities for 1990 are especially problematic and unrealistic, given the fact that members of minorities are entitled to privileges in education and family policies.

À son apogée, il y avait 21 villages russes dans le comté des Trois-Rivière, avec Dragotsenka (russe: Драгоценка, Chinois: Sanhexiang) en tant que centre politique et socio-économique. Dragotsenka ne comptait que 450 habitants en 1933 mais passa à 3000 en 1944. Seulement la moitié de ces habitants étaient des Russes alors qu'il y vivaient 1 000 Chinois et 500 Japonais. (La plupart des autres villages étaient presque exclusivement habités par des Russes. ) Il y avait aussi une garnison de 500 hommes à proximité. C'était le siège du chef cosaque, responsable des Russes dans la région, ainsi que le siège de la police régionale et d'une mission militaire japonaise. Il y avait une petite centrale électrique, une raffinerie d'huile végétale, une usine de laminage d'acier, une laiterie, des ateliers de réparation automobile, des selleries, des usines de cuir et de feutre, un bureau de poste et de télégraphe, une banque et des succursales de maisons de commerce nationales. La plupart des Chinois travaillaient dans de petites entreprises. La communauté russe pouvait trouver ici son seul lycée dans la région, le siège de l'Association russe et la branche locale du Bureau national des affaires des émigrants russes (BREM) qui publiait l'hebdomadaire The Cossack Life (en russe : Казачья Жизнь).
Pour les visiteurs soviétiques de la fin des années 1940, les villages Tryokhrechye avaient une allure curieuses, presque muséales, de la vie en Sibérie pré-révolutionnaire. Les villages étaient regroupés autour de longues rues droites et constitués de blockhaus en bois de mélèze, exposés plein sud, aux sols peints en ocre. Un archaïsme similaire régnait dans la religion et les coutumes. L' Église orthodoxe russe  continua à jouer un rôle central. En plus de l'église Saint-Pierre-et-Paul de Dragotsenka, il y avait neuf autres églises de village et un monastère. En ce qui concerne les traditions, les gens jetaient par exemple de la farine dans leurs couloirs neuf jours après Pâques et vérifiaient le lendemain matin si leurs parents décédés étaient revenus. À Whitmonday, les cosaques lavaient et consacraient leurs chevaux.
Lors de l' intervention soviétique pour le chemin de fer chinois oriental, l'Armée rouge a mené des expéditions punitives dans la Tryokhrechye en août et septembre 1929. Il a été signalé que 150 migrants avaient été tués et qu'il y avait eu une vague de réfugiés à Harbin . Depuis quelque temps, des unités blanches avaient effectué des raids à petite échelle sur le territoire soviétique. La diaspora russe s'est avérée bien connectée: les Russes de Shanghai ont supplié le président américain Hoover dans un télégramme de mettre fin au "cauchemar sanglant des hommes de main rouges".

#### Occupation japonaise et Seconde Guerre mondiale
Dans ce climat de peur anti-soviétique, les Russes des Trois-Rivières ont d'abord accueilli à bras ouverts l' invasion japonaise . En décembre 1932, ils ont salué la nouvelle «ère de l'ordre et de la justice» et ont promis leur coopération. Le Japon a autorisé un certain degré d'autonomie culturelle pour les minorités comme les Russes, principalement pour contrer la majorité, les Chinois Han dans leur nouvel État fantoche, le Mandchoukouo . La propagande en langue russe du Mandchoukouo peigna la vie locale dans des couleurs idylliques.
Cet optimisme initial fut affaibli par une stricte surveillance japonaise. Le principal outil de cette surveillance était le BREM auprès duquel ils devaient s'inscrire. En 1944, le quartier BREM pour le Khingan (incl. Tryokhrechye) était le deuxième plus grand en nombre de membres (21 202) après Harbin (39 421). Le BREM organisa la propagande et l'endoctrinement locaux, en particulier pour la jeunesse russe, et les célébrations du 1er mars, fête nationale du Mandchoukouo. À partir de 1937, le contrôle de la région frontalière s'est intensifié et, à partir des années 1940, les déplacements et l'installation dans la région nécessitaient un permis. Cela a accru l'isolement de la communauté.
La petite communauté russe au-delà de l'Argun a attiré un intérêt disproportionné des chercheurs impériaux japonais: ethnographes, anthropologues, agronomes. Le nombre de leurs publications dépasse de loin les publications russes et chinoises, et une grande partie de ce que nous savons sur la communauté provient de la recherche japonaise. Ils idolâtraient les cosaques et leur manière de gérer le climat rigoureux, tirant des conclusions potentielles pour l'installation des Japonais en Mandchourie.
Avec l'invasion soviétique en 1945, les services secrets ( NKVD ) sont entrés dans la région et ont arrêté environ un quart de la population masculine, le plus grand nombre de tridtsatniki, qui ont furent déportés au Goulag . Les autres résidents reçurent des passeports soviétiques. À l'automne 1949, les fermes des Russes restants ont été collectivisées de force . La plupart d’entre eux ont été rapatriés en Union soviétique au cours des années suivantes, la dernière vague importante se rendant au Kazakhstan en 1955/56; Les agriculteurs chinois ont depuis repris les zones abandonnées. La plupart des Russes qui sont restés ont émigré en Australie ou en Amérique latine après que la République populaire leur a permis de le faire en 1962. Les très rares Russes restants se sont réinstallés sur la rive gauche pendant la Révolution culturelle . Les citoyens soviétiques n'étaient pas harcelés mais ceux d'ascendance mixte ( polukrovtsy «sang-mêlé») étaient accusés d'espionnage, souvent torturés et tués. Parler russe était interdit pendant cette période.

### République populaire de Chine
Le recensement de 1957 comptait 9 000 Russes de souche en Chine, tandis que le recensement de 1978 n'en comptait que 600. Ce nombre est remonté à 2 935 lors du recensement de 1982 et à 13 504 lors du recensement de 1990. Il y a toujours un désaccord sur le nombre de Russes de souche vivant en Chine. En 2018, ils étaient estimés à environ 20 000, surtout installés dans le nord de la Chine.   

## Démographie
Statistiques du recensement de 2002. Le rose désigne la région d'origine.
| Région                   | Population Totale | Russe vivant en Chine | Proportion de tous les Russes en Chine (%) | Proportion des Russes par rapport aux minorités ethniques locales (%) | Proportion des Russes par rapport au à la population locale totale (%) |
| ------------------------ | ----------------- | --------------------- | ------------------------------------------ | --------------------------------------------------------------------- | ---------------------------------------------------------------------- |
| Total                    | 1,245,110,826     | 15,631                | 100                                        | 0.0148                                                                | 0.00126                                                                |
| 31 provinces et régions  | 1,242,612,226     | 15,609                | 99.86                                      | 0.0148                                                                | 0.00126                                                                |
| Chine du nord-ouest      | 89,258,221        | 9,128                 | 58.40                                      | 0.0523                                                                | 0.01023                                                                |
| Chine du Nord            | 145,896,933       | 5,406                 | 34.59                                      | 0.0620                                                                | 0.00371                                                                |
| Nord-est de la Chine     | 104,864,179       | 479                   | 3.06                                       | 0.0044                                                                | 0.00046                                                                |
| Chine orientale          | 358,849,244       | 271                   | 1.73                                       | 0.0108                                                                | 0.00008                                                                |
| Centre-sud de la Chine   | 350,658,477       | 182                   | 1.16                                       | 0.0006                                                                | 0.00005                                                                |
| Sud-ouest de la Chine    | 193,085,172       | 143                   | 0.91                                       | 0.0004                                                                | 0.00007                                                                |
| Xinjiang                 | 18,459,511        | 8,935                 | 57.16                                      | 0.0815                                                                | 0.04840                                                                |
| Mongolie intérieure      | 23,323,347        | 5,020                 | 32.12                                      | 0.1033                                                                | 0.02152                                                                |
| Heilongjiang             | 36,237,576        | 265                   | 1.70                                       | 0.0150                                                                | 0.00073                                                                |
| Beijing                  | 13,569,194        | 216                   | 1.38                                       | 0.0369                                                                | 0.00159                                                                |
| Liaoning                 | 41,824,412        | 150                   | 0.96                                       | 0.0022                                                                | 0.00036                                                                |
| Hebei                    | 66,684,419        | 102                   | 0.65                                       | 0.0035                                                                | 0.00015                                                                |
| Shanghai                 | 16,407,734        | 76                    | 0.49                                       | 0.0732                                                                | 0.00046                                                                |
| Shaanxi                  | 35,365,072        | 69                    | 0.44                                       | 0.0391                                                                | 0.00020                                                                |
| Shandong                 | 89,971,789        | 68                    | 0.44                                       | 0.0108                                                                | 0.00008                                                                |
| Jiangsu                  | 73,043,577        | 67                    | 0.43                                       | 0.0258                                                                | 0.00009                                                                |
| Jilin                    | 26,802,191        | 64                    | 0.41                                       | 0.0026                                                                | 0.00024                                                                |
| Tianjin                  | 9,848,731         | 60                    | 0.38                                       | 0.0225                                                                | 0.00061                                                                |
| Gansu                    | 25,124,282        | 55                    | 0.35                                       | 0.0025                                                                | 0.00022                                                                |
| Henan                    | 91,236,854        | 54                    | 0.35                                       | 0.0047                                                                | 0.00006                                                                |
| Guangdong                | 85,225,007        | 50                    | 0.32                                       | 0.0039                                                                | 0.00006                                                                |
| Sichuan                  | 82,348,296        | 48                    | 0.31                                       | 0.0012                                                                | 0.00006                                                                |
| Qinghai                  | 4,822,963         | 48                    | 0.31                                       | 0.0022                                                                | 0.00100                                                                |
| Yunnan                   | 42,360,089        | 32                    | 0.20                                       | 0.0002                                                                | 0.00008                                                                |
| Guizhou                  | 35,247,695        | 31                    | 0.20                                       | 0.0002                                                                | 0.00009                                                                |
| Hubei                    | 59,508,870        | 26                    | 0.17                                       | 0.0010                                                                | 0.00004                                                                |
| Hunan                    | 63,274,173        | 25                    | 0.16                                       | 0.0004                                                                | 0.00004                                                                |
| Anhui                    | 58,999,948        | 22                    | 0.14                                       | 0.0055                                                                | 0.00004                                                                |
| Zhejiang                 | 45,930,651        | 21                    | 0.13                                       | 0.0053                                                                | 0.00005                                                                |
| Ningxia                  | 5,486,393         | 21                    | 0.13                                       | 0.0011                                                                | 0.00038                                                                |
| Région autonome du Tibet | 2,616,329         | 20                    | 0.13                                       | 0.0008                                                                | 0.00076                                                                |
| Hainan                   | 7,559,035         | 14                    | 0.09                                       | 0.0011                                                                | 0.00019                                                                |
| Fujian                   | 34,097,947        | 13                    | 0.08                                       | 0.0022                                                                | 0.00004                                                                |
| Guangxi                  | 43,854,538        | 13                    | 0.08                                       | 0.0001                                                                | 0.00003                                                                |
| Chongqing                | 30,512,763        | 12                    | 0.08                                       | 0.0006                                                                | 0.00004                                                                |
| Shanxi                   | 32,471,242        | 8                     | 0.05                                       | 0.0078                                                                | 0.00002                                                                |
| Jiangxi                  | 40,397,598        | 4                     | 0.03                                       | 0.0032                                                                | 0.00001                                                                |
| En service actif         | 2,498,600         | 22                    | 0.14                                       | 0.0197                                                                | 0.00088                                                                |

## Personnes notables
- Lin Hu, lieutenant général, commandant adjoint de l'armée de l'air de l'APL
- Elizabetha Pavlovna Kishkina ( Chinois: 李莎; russe : Елизавета Павловна Кишкина   ), l'épouse de Li Lisan, nièce du dernier Premier ministre de la Russie pré-bolchevique
- Chiang Fang-liang ( Chinois: 蔣方良; russe : Фаина Ипатьевна Вахрева   ), la Première Dame de la République de Chine en 1978-88
- Nikolai Ivanovich Lunev ( Chinois: 尼古拉·伊萬諾維奇·盧尼奧夫; russe : Николай Иванович Лунёв   ), député à la dixième Conférence consultative politique du peuple chinois
- Misha Ge ( Chinois: 戈米沙 ), le patineur artistique d'origine russe, chinoise et coréenne, avait la nationalité chinoise de 2001 à 2010.

## Voir également
- Russes de Harbin
- Russes de Shanghai
- Chemin de fer de l'Extrême-Orient chinois
- Zone ferroviaire orientale chinoise
- Grigory Semyonov
- Tatars chinois
- Burhan Shahidi
- Église orthodoxe chinoise
- Groupes ethniques en Chine
- Russes

### Citations
1. ↑  Li 2003, p. 100
2. 1 2 3  Mara Moustafine, « Russians from China: Migrations and Identity », Cosmopolitan Civil Societies: An Interdisciplinary Journal, vol. 5, no 2,‎ 5 août 2013, p. 143–158 (ISSN 1837-5391, DOI 10.5130/ccs.v5i2.3337, lire en ligne, consulté le 18 novembre 2020)
3. ↑  O. Bakich, « Emigre Identity: The Case of Harbin », South Atlantic Quarterly, vol. 99, no 1,‎ 1er janvier 2000, p. 51–76 (ISSN 0038-2876 et 1527-8026, DOI 10.1215/00382876-99-1-51, lire en ligne, consulté le 18 novembre 2020)
4. 1 2  Flemming Christiansen, « Book Reviews : Søren CLAUSEN and Stig THØGERSEN (Eds.), The Making of a Chinese City. History and Historiography in Harbin. Armonk: M.E. Sharpe 1995. 236 pp.  (ISBN 1-56324-475-6) (hc),  (ISBN 1-56324-476-4) (pbk). Price: US$59.95 (hc), US$22.50 (pbk) », China Information, vol. 10, no 2,‎ septembre 1995, p. 88–89 (ISSN 0920-203X et 1741-590X, DOI 10.1177/0920203x9501000209, lire en ligne, consulté le 18 novembre 2020)
5. ↑  Eluosi zu jian shi, pp.7 - 8.
6. ↑  Eluosi zu jian shi, pp.9 - 10.
7. ↑  Eluosi zu jian shi, p.11.
8. ↑  Pamela Nightingale et C.P. Skrine, Macartney at Kashgar: New Light on British, Chinese and Russian Activities in Sinkiang, 1890-1918, Routledge, 5 novembre 2013, 124– (ISBN 978-1-136-57609-6, lire en ligne)
9. ↑  Pamela Nightingale et C.P. Skrine, Macartney at Kashgar: New Light on British, Chinese and Russian Activities in Sinkiang, 1890-1918, Taylor & Francis, 5 novembre 2013, 124– (ISBN 978-1-136-57616-4, lire en ligne)
10. ↑  Sir Clarmont Percival Skrine et Pamela Nightingale, Macartney at Kashgar: new light on British, Chinese and Russian activities in Sinkiang, 1890-1918, Methuen, 1973 (lire en ligne), p. 124
11. ↑  Pamela Nightingale et C.P. Skrine, Macartney at Kashgar: New Light on British, Chinese and Russian Activities in Sinkiang, 1890-1918, Routledge, 5 novembre 2013, 125– (ISBN 978-1-136-57609-6, lire en ligne)
12. ↑  Sir Clarmont Percival Skrine et Pamela Nightingale, Macartney at Kashgar: new light on British, Chinese and Russian activities in Sinkiang, 1890-1918, Methuen, 1973 (lire en ligne), p. 125
13. ↑  Eluosi zu jian shi, p.14.
14. ↑  Eluosi zu jian shi, p.16.
15. 1 2  Eluosi zu jian shi, p.18.
16. ↑  Xiuqing Yang 杨秀清, 甘肃省新闻办公室, 风雨敦煌话沧桑: 历经劫难的莫高窟 Feng yu Dunhuang hua cang sang: li jing jie nan de Mogao ku,‎ 2006 (ISBN 7-5085-0916-1, lire en ligne), p. 158
17. ↑  Eluosi zu jian shi, pp.22 - 23.
18. ↑  Eluosi zu jian shi, p.24.
19. ↑  Eluosi zu jian shi, pp.25 - 26.
20. ↑  Eluosi zu jian shi, p.27.
21. ↑  Georg Vasel, My Russian jailers in China, Hurst & Blackett, 1937 (lire en ligne), p. 143
22. ↑  Ahmad Kamal, Land Without Laughter, iUniverse, 1er août 2000, 80– (ISBN 978-0-595-01005-9, lire en ligne)
23. ↑  Ahmad Kamal, Land Without Laughter, iUniverse, 1er août 2000, 81– (ISBN 978-0-595-01005-9, lire en ligne)
24. ↑  Ahmad Kamal, Land Without Laughter, iUniverse, 1er août 2000, 204– (ISBN 978-0-595-01005-9, lire en ligne)
25. ↑  Ahmad Kamal, Land Without Laughter, iUniverse, 1er août 2000, 82– (ISBN 978-0-595-01005-9, lire en ligne)
26. ↑  Ahmad Kamal, Land Without Laughter, iUniverse, 1er août 2000, 221– (ISBN 978-0-595-01005-9, lire en ligne)
27. ↑  Ahmad Kamal, Land Without Laughter, iUniverse, 1er août 2000, 298– (ISBN 978-0-595-01005-9, lire en ligne)
28. ↑  Eluosi zu jian shi, p.30.
29. ↑  The Far East: China, vol. VII, Washington, DC, United States Government Printing Office, coll. « Foreign Relations of the United States, 1947 », 1947, « Unsuccessful attempts to resolve political problems in Sinkiang; extent of Soviet aid and encouragement to rebel groups in Sinkiang; border incident at Peitashan », p. 549
30. ↑  « OLD BELIEVERS - Russian-Speaking Communities in Oregon », sites.google.com (consulté le 13 juin 2017)
31. ↑  [Teacher Guide for Old Believers]
32. ↑  (de) Sören Urbansky, « Der Kosake als Lehrer oder Exot? Fragen an einen Mandschukuo-Dokumentarfilm über die bäuerliche russische Diaspora am Grenzfluss Argun », dans Martin Aust et Julia Obertreis, Osteuropäische Geschichte und Globalgeschichte, Stuttgart, Franz Steiner, 2014 (DOI 10.13140/2.1.2181.4560), p. 104.
33. 1 2  Urbansky 2014, p. 107.
34. ↑  Urbansky 2014, p. 106.
35. ↑  Urbansky 2014, p. 108.
36. 1 2  Urbansky 2014, p. 112.
37. ↑  Urbansky 2014, p. 110.
38. ↑  Urbansky 2014, p. 111.
39. ↑  (ru) Шестаков, « Благодатное Трёхречье », Вестник Казачьей Выставке в Харбине 1943 г. Сборник статей о казаках и казачестве, Harbin,‎ 1943, p. 194 f :« They live their traditional Russian-patriarchal life in satisfaction and prosperity, they work on the field, respect the interests, the law and order of the country that assists them in all their troubles, and keep in dear memory their suffering Mother Russia, which the shape of their villages so strongly recalls, with the cathedral whose domes and towers, crowned by the holy cross, rise up proudly at the best spot of the village into the blue sky of the gracious Manchu Empire that they revere as their second home. »
40. ↑  Urbansky 2014, p. 114-115.
41. ↑  Urbansky 2014, p. 120.
42. ↑  (ja) Minami manshū testudō Kabushiki gaisha Hokuman keizai chōsajo, Hokuman sanka rojin no jūtaku to seikatsu, Tokyo, 1943, p. 2 :« "It cannot be overlooked that their success [i.e. of the Russian settlers] is due to that perseverance which is peculiar for the Slavs. [...] Although [their way-of-life] can hardly be copied due to different environmental conditions and unequal living habits, their long experience with northern, cold terrain is to be respected. As there is much to learn in agriculture as well as everyday life, we have to adopt their advantages so that we can adapt, if only incrementally, to the climate of the North. What present Japanese settlers are lacking the most, is therefore an introduction into the everyday life [in the North]." (transl. by Okuto Gunji from Japanese to German for Urbansky's 2014 article) »
43. ↑  Urbansky 2014, p. 109.
44. ↑  Olson 1998, p. 294
45. ↑  « 国家统计局：《2000年第五次人口普查数据》表1—6 省、自治区、直辖市分性别、民族的人口 » (consulté le 13 juin 2017)

### Sources
- (zh) 俄罗斯族简史 [« Brief History of Russians in China) »], Beijing, Publishing House of Minority Nationalities,‎ 2008 (ISBN 978-7-105-08688-7, OCLC 298347724)
- Xing Li, China's ethnic minorities, Beijing, Foreign Languages Press, 2003 (ISBN 978-7-119-03184-2)
- James Stuart Olson, An Ethnohistorical Dictionary of China, Greenwood Publishing Group, 1998 (ISBN 978-0-313-28853-1)